# Ваані Капур
Ваані Капур (нар. 23 серпня 1988, Делі, Індія) — індійська актриса та модель.

## Життя і кар'єра
Батько Капур є підприємцем, займається експортом меблів, а мама є вчителем з виконавчого маркетингу. Капур закінчила державну школу Мата Джай Каур у Ашок-Віхарі, Делі. Пізніше вона вступила в Національний Відкритий Університет імені Індіри Ганді, отримавши ступінь бакалавра в галузі туризму, стажувалась в Готелі Оберой в Джайпурі і, пізніше, працювала в готелі ITC. Підписала договір з Elite Model Management для участі в модельних проектах.

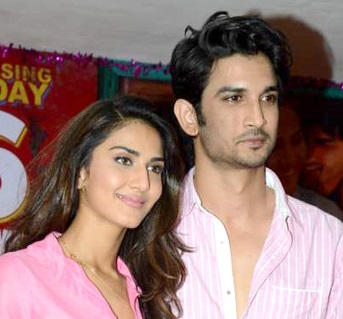
Капур з Сушантом Сінгхом Раджпутом під час аудіо запису пісні «Gulaabi» до фільму Shuddh Desi Romance.

Капур дебютувала на телебаченні в серіалі Specials @ 10 (2009), який транслювався на Sony TV. Серіал був знятий декількома режисерами і вона зіграла головну роль Rajuben, ватажка жінок, в одному з сегментів серіалу під назвою Rajuben, представленого Анурагом Кашьяпом. Пізніше вона підписала трьох-фільмову угоду з Yash Raj Films. Капур була обрана через прослуховування, для виконання другорядної ролі в романтичній комедії Shuddh Desi Romance, разом з Сушантом Сінгхом Раджпутом і Парінеті Чопра. Фільм присвячений темі цивільного шлюбу, отримав позитивні відгуки від критиків і образ Капур в ролі щирої  дівчини, Тари, був схвалений. Моар Базу з Koimoi писав, що Капур була «приємним дебютантом, хоча вона не є потужна актриса» в той час як Мадхуріта Мукерджі з «Таймс» Індії вважав, що вона «ефектна, красива і гарно виглядає на екрані». Роман Shuddh Desi зібрав ₹46 рупій (США$6,8 млн) за вітчизняний показ, ставши комерційним успіхом. На 59-й сольний проект, Капур була удостоєна премії за кращий Жіночий дебют.
Її наступний реліз був Тамільська романтична комедія Aaha kalyanam, офіційний переробка 2010 р. хінді фільму Band Baaja Baaraat. Капур була протиставлена Нані і вивчила Тамільську і Телузьку мови для фільму. Після виходу фільму, Капур отримала позитивні відгуки за головну жіночу роль. Індіа Глітс назвала спектакль Капур «вражаючим, з її висловами і діалогами, ідеально відповідними по відношенню до образу». Згідно з  Індійською касою, фільм мав помірну популярність.
У 2016 році Капур з'явилась у романтичній драмі Адітья Чопра — Befikre проти Ранвір Сінгх. Фільм, дія якого відбувається в Парижі, був випущений 9 грудня 2016 року. Трейлер фільму показали 10 жовтня 2016 року

## Фільмографія
| Рік  | Назва               | Роль              | Замітки                                   |
| ---- | ------------------- | ----------------- | ----------------------------------------- |
| 2013 | Shuddh Desi Romance | Тара              | Filmfare Award за найкращий жіночий дебют |
| 2014 | Aaha Kalyanam       | Шруті Субраманьям | Тамільський і Телузький фільм             |
| 2016 | Befikre             | Шура              | Пост-продакшн                             |

## Нагороди та номінації
| Рік  | Фільм             | Нагорода                            | Категорія                             | Результат  | Реф |
| ---- | ----------------- | ----------------------------------- | ------------------------------------- | ---------- | --- |
| 2013 | Роман Shuddh Desi | Велика Зірка                        | Найвидовищніший Кінодебют (Жінка)     | Перемогла  |     |
| 2014 | Роман Shuddh Desi | Filmfare нагорода                   | Кращий Жіночий Дебют                  | Перемогла  |     |
| 2014 | Роман Shuddh Desi | Міжнародної Індійської Кіноакадемії | Зірковий дебют року (жінка)           | Перемогла  |     |
| 2014 | Роман Shuddh Desi | Нагороди Екрану                     | Кращий Жіночий Дебют                  | Номінована |     |
| 2014 | Роман Shuddh Desi | Зірка Премії Гільдії                | Кращий Жіночий Дебют                  | Перемогла  |     |
| 2014 | Роман Shuddh Desi | Zee Cine                            | Кращий Жіночий Дебют                  | Перемогла  |     |
| 2014 | Роман Shuddh Desi | Zee Cine                            | Кращий актор в ролі підтримки — жінка | Номінована |     |